# Kabinet-Pourier III
Het kabinet-Pourier III was van 8 november 1999 tot 3 juni 2002 het 21ste kabinet van de Nederlandse Antillen. Het was het derde kabinet onder leiding van Miguel Pourier, die als  formateur erin slaagde een meerderheidskabinet te formeren. De coalitie, bestaande uit negen partijen: PAR, PNP, FOL, MAN, DP Sint Maarten, DP Bonaire, UPB, WIPM en SEA, kon rekenen op 18 van de 22 zetels in het Antilliaanse parlement.  In het regeerakkoord werd opgenomen de voortzetting van het ingezette herstelprogramma om de Nederlandse Antillen er economisch weer bovenop te helpen. De PAR mikte op een gedetailleerd regeerakkoord met zaken als arbeidsflexibilisering, vermindering van overheidskosten en uitvoering van het voorgestelde herstelplan. Er zou worden gewerkt aan een urgentieplan met concrete gedetailleerde actiepunten: de afvloeiing van honderden ambtenaren bij de landsoverheid en op eilandsniveau. Het vakantiegeld zou worden gehalveerd net als de wachtgeldregeling en overheidsbedrijven zouden worden geprivatiseerd. Met de opbrengt kon een deel van de nationale schuld worden afgelost. Gedacht werd ook aan vrije vestiging voor Europese Nederlanders. Bij de realisatie zouden internationale organisaties, zoals het IMF, worden betrokken. 

## Samenstelling
Het derde kabinet Pourier bestond uit acht ministers (exclusief de gevolmachtigd minister in Den Haag). De PAR leverde twee ministers en de gevolmachtigd minister, de PNP twee ministers en de FOL, MAN, DP (Sint Maarten) en DP (Bonaire) ieder een minister.

### Ambtsbekleders
| Ministers / Ministerie                                                                | Ambtsbekleders      | Partij | Termijn                          |
| ------------------------------------------------------------------------------------- | ------------------- | ------ | -------------------------------- |
| Minister-President en tevens Minister van Algemene Zaken en Ontwikkelingssamenwerking | Miguel Pourier      | PAR    | 8 november 1999 - 3 juni 2002    |
| Minister van Binnenlandse Zaken, Arbeid en Sociale Zaken                              | Lucille George-Wout | PAR    | 8 november 1999 - september 2000 |
| Vicepremier en tevens Minister van Nationaal Herstel en Economische Zaken             | Suzy Camelia-Römer  | PNP    | 8 november 1999 - 3 juni 2002    |
| Minister van Justitie                                                                 | Rutsel Martha       | PNP    | 8 november 1999 - 3 juni 2002    |
| Minister van Verkeer en Communicatie                                                  | Maurice Adriaens    | FOL    | 8 november 1999 - 2001           |
| Minister van Onderwijs, Jeugd, Cultuur en Sport                                       | Stanley Lamp        | MAN    | 8 november 1999 - 3 juni 2002    |
| Minister van Financiën                                                                | Russell Voges       | DP-SXM | 8 november 1999 - 3 juni 2002    |
| Minister van Volksgezondheid en Hygiene                                               | Laurenso Abraham    | DP-BON | 8 november 1999 - 3 juni 2002    |
| Gevolmachtigd minister                                                                | Ambtsbekleders      | Partij | Termijn                          |
| Gevolmachtigd minister in Den Haag                                                    | Carel de Haseth     | PAR    | 1 januari 2000 - 22 juli 2002    |

Jonckheer I · 
Jonckheer II · 
Jonckheer III · 
Jonckheer IV · 
 Sprockel · 
Petronia ·
Isa-Beaujon · 
Evertsz · 
Rozendal ·
Pourier I ·
Martina I ·
Martina II ·
Martina III ·
Liberia-Peters I ·
Martina IV ·
Liberia-Peters II ·
Liberia-Peters III ·
Paula · 
Pourier II ·
Römer ·
Pourier III ·
Ys I ·
Godett ·
Ys II ·
de Jongh-Elhage I ·
de Jongh-Elhage II ·